# Xã Prairie, Quận Audrain, Missouri
Xã Prairie (tiếng Anh: Prairie Township) là một xã thuộc quận Audrain, tiểu bang Missouri, Hoa Kỳ. Năm 2010, dân số của xã này là 932 người.